# Here Come the Warm Jets
Here Come the Warm Jets (рус. Стеклись тёплые струйки) — дебютный сольный альбом британского музыканта Брайана Ино, выпущенный на лейбле Island Records в январе 1974 года. Он был записан и спродюсирован Ино после его ухода из группы Roxy Music и сочетает в себе глэм- и поп-стили с авангардными подходами. В альбоме присутствуют многочисленные гости, в том числе несколько бывших коллег Ино по группе Roxy Music, а также участники Hawkwind, Matching Mole, Pink Fairies, Sharks, Sweetfeed и King Crimson. Разрабатывая материал с различными музыкантами, Ино разработал необычные методы и инструкции для получения неожиданных результатов.
Here Come the Warm Jets достиг 26-го места в чартах альбомов Соединённого Королевства и 151-го места в чартах Billboard в США, получив в основном положительные отзывы. Он был переиздан на компакт-диске в 1990 году на лейбле Island Records и ремастирован в 2004 году на лейбле Virgin Records и продолжал вызывать похвалу. В списке 500 величайших альбомов всех времён по версии журнала Rolling Stone занимает 432 строчку, а в аналогичном от New Musical Express — 427.

## Об альбоме
Первая сольная пластинка после разрыва с Roxy Music, записывалась одновременно с альбомом (No Pussyfooting), совместной работой с гитаристом Робертом Фриппом, и была выпущена три месяца после неё в январе 1974-го. В записи материала кроме того же Фриппа Брайану помогали бывшие коллеги по Roxy Music (за исключением Ферри). В процессе записи материала Ино проявил себя в разных ипостасях — кроме вокала и текстов композиций, он экспериментировал с гитарными и клавишными звуками, а также занимался сведением и продюсированием альбома.

## Список композиций
| №   | Название                      | Длительность |
| --- | ----------------------------- | ------------ |
| 1.  | «Needles in the Camel's Eye»  | 3:10         |
| 2.  | «The Paw Paw Negro Blowtorch» | 3:05         |
| 3.  | «Baby's on Fire»              | 5:18         |
| 4.  | «Cindy Tells Me»              | 3:25         |
| 5.  | «Driving Me Backwards»        | 5:11         |
| 6.  | «On Some Faraway Beach»       | 4:36         |
| 7.  | «Blank Frank»                 | 3:35         |
| 8.  | «Dead Finks Don't Talk»       | 4:20         |
| 9.  | «Some of Them Are Old»        | 5:11         |
| 10. | «Here Come the Warm Jets»     | 4:02         |

## Участники записи
- Брайан Ино — вокал, клавишные, гитара
- Фил Манзанера (1, 2, 4), Крис Спеддинг (1, 2), Роберт Фрипп (3, 5, 7), Джон Уэттон (3, 5) — гитара
- Busta Cherry Jones (2, 4, 6, 8), Paul Rudolph (3, 5, 10), Bill MacCormick (1, 7) — бас-гитара
- Nick Judd — клавишные (4, 8)
- Энди Маккей — клавишные (6, 9), саксофон (9)
- Marty Simon (2-4), Simon King (1, 3, 5-7, 10) — перкуссия
- Sweetfeed — бэк-вокал (6, 7)